# The McCartney Years
The McCartney Years è un cofanetto di tre DVD contenenti video musicali, esibizioni in concerto e filmati d'archivio tratti dalla carriera solista di Paul McCartney e del suo gruppo Wings. Il materiale spazia dal 1970 al 2005. The McCartney Years venne pubblicato dalla Warner Music in Gran Bretagna il 12 novembre 2007, e dalla Rhino Entertainment negli Stati Uniti il giorno seguente.

## Il video
I primi due dischi contengono i filmati promozionali da Maybe I'm Amazed (1970) fino a Fine Line (2005). Materiale aggiuntivo comprende un documentario sulla realizzazione dell'album Chaos and Creation in the Backyard (Creating Chaos at Abbey Road), un cortometraggio circa l'album Band on the Run, il tutto accompagnato da un commento audio opzionale da parte di McCartney stesso.
Il terzo disco contiene sette canzoni tratte dal concerto del 1976 degli Wings intitolato Rockshow, un nuovo montaggio dell'apparizione di McCartney a MTV Unplugged nel 1991, e undici brani eseguiti durante il concerto al Festival di Glastonbury del 2004. Tutto il materiale live si può ascoltare anche con il commento di McCartney.
Altre esibizioni incluse sono l'apparizione al Live Aid del 1985, la performance durante l'intervallo del Super Bowl XXXIX e interviste varie con Melvyn Bragg e Michael Parkinson.
Tutto il materiale audio e video contenuto nel cofanetto è stato rimasterizzato in digitale.

### Artwork
L'immagine di copertina del cofanetto è costituita da una elaborazione grafica di un occhio di Paul McCartney opera del grafico Andie Airfix dello Studio Satori Graphic.

### Critiche
Lungi dall'essere esaustiva, la compilation è stata indicata dalla critica come lacunosa; è stato infatti fatto notare come in essa manchino all'appello molti video del McCartney solista, come ad esempio quelli di: Getting Closer, Spin It On, Again and Again and Again, Old Siam, Sir, Arrow Through Me, Winter Rose/Love Awake, Mary Had a Little Lamb, Here Today, No More Lonely Nights (Playout Version), Stranglehold, Only Love Remains, Où est le Soleil?, The World Tonight, Young Boy, From a Lover to a Friend, Your Loving Flame, Lonely Road, Jenny Wren, Ever Present Past, e Dance Tonight.

## Tracce

### DVD 1
1. Tug of War
2. Say Say Say
3. Silly Love Songs
4. Band on the Run
5. Maybe I'm Amazed
6. Heart of the Country
7. Mamunia
8. With a Little Luck
9. Goodnight Tonight
10. Waterfalls
11. My Love
12. C Moon
13. Baby's Request
14. Hi, Hi, Hi
15. Ebony and Ivory
16. Take It Away
17. Mull of Kintyre
18. Helen Wheels
19. I've Had Enough
20. Coming Up
21. Wonderful Christmastime

#### Extras
- Eleanor's Dream
- Band on the Run (Cover photo session)

Include frammenti di Mrs. Vandebilt e Bluebird.
- Junior's Farm
- London Town
- Mull of Kintyre (Elstree studios version)

### DVD 2
1. Pipes of Peace
2. My Brave Face
3. Beautiful Night
4. Fine Line
5. No More Lonely Nights
6. This One
7. Little Willow
8. Pretty Little Head
9. Birthday (live)
10. Hope of Deliverance
11. Once Upon a Long Ago
12. All My Trials
13. Brown Eyed Handsome Man
14. Press
15. No Other Baby
16. Off the Ground
17. Biker Like an Icon
18. Spies Like Us
19. Put It There
20. Figure of Eight
21. C'Mon People

#### Extras
- Estratti dal Michael Parkinson Show
- So Bad
- Chaos and Creation at Abbey Road

### DVD 3

#### Rockshow
1. Venus and Mars
2. Rock Show
3. Jet
4. Maybe I'm Amazed
5. Lady Madonna
6. Listen to What the Man Said
7. Bluebird

#### MTV Unplugged
1. I Lost My Little Girl
2. Every Night
3. And I Love Her
4. That Would Be Something

#### Glastonbury
1. Jet
2. Flaming Pie
3. Let Me Roll It
4. Blackbird
5. Band on the Run
6. Back in the U.S.S.R.
7. Live and Let Die
8. Hey Jude
9. Yesterday
10. Helter Skelter
11. Sgt. Pepper's Lonely Hearts Club Band

#### Extras
- Live Aid performance

1. Let It Be

- Super Bowl XXXIX performance

1. Drive My Car
2. Get Back
3. Hey Jude
4. Live And Let Die